# Hureiz
Hureiz, en arabe : حريز,  est un village du gouvernorat de Hébron en Palestine, situé à 7 km au sud-est de Hébron, au sud-ouest de la Cisjordanie.
Selon le recensement du bureau central palestinien des statistiques, la localité compte une population de 997 habitants en 2017.